# Nitazeen
Nitazenen of benzimidazole opioïden zijn een klasse van synthetische opioïden met een ongebruikelijke structuur op basis van een benzimidazool. Nitazenen kunnen de gezondheid ernstig schaden en zijn vaak zeer verslavend, verschillende van deze stoffen staan op lijst 1 van de Opiumwet en worden daarom tot de harddrugs gerekend.

## Geschiedenis en ontwikkeling
De stoffen werden voor het eerst gesynthetiseerd in de jaren 1950 door CIBA Pharmaceuticals als potentiële pijnstillers. Sindsdien zijn er verschillende stoffen in deze klasse geïdentificeerd, waarvan etonitazeen de bekendste is. Net als andere synthetische opioïden binden nitazenen zich aan de mu-opioïde receptor en zijn ze vaak honderden malen krachtiger dan morfine. Hoewel verschillende stoffen in deze klasse toepassingen hebben gevonden in onderzoek, zijn ze nooit in de klinische geneeskunde gebruikt vanwege hun te grote risico op ademhalingsdepressie en overlijden.

## Opkomende drug
Begin jaren 2020 werd de stof erkend als een opkomende drug. Isotonitazeen werd voor het eerst geïdentificeerd in monsters van illegale narcotica en werd in verband gebracht met sterfgevallen door overdosis van opioïden in Europa, Canada en de Verenigde Staten sinds 2019. Eerder bekende nitazeen-analogen zoals metonitazeen en butonitazeen, evenals nieuwe nitazenen die nog niet eerder in de wetenschappelijke of octrooiliteratuur waren beschreven, zijn sindsdien gevonden in toxicologische monsters tijdens forensisch onderzoek. Nitazeen-analogen zijn aangetroffen in pillen die in het Verenigd Koninkrijk en Nieuw-Zeeland worden verkocht als andere medicijnen, zoals benzodiazepinen.

## Misbruik
In het Verenigd Koninkrijk is het misbruik van nitazeen-analogen in 2023 naar voren gekomen als een belangrijke doodsoorzaak door drugsoverdosis, waarbij het in verband werd gebracht met 54 sterfgevallen over een periode van zes maanden. De meeste sterfgevallen vonden plaats buiten Londen. Vermoed wordt dat de stof per post werd geleverd vanuit laboratoria in China. Sommige sterfgevallen worden in verband gebracht met de verkeerde etikettering van nitazenen als fentanyl. Hoewel verbindingen uit deze klasse soms ten onrechte worden aangeduid als "nitazeen", is de ongesubstitueerde verbinding nitazeen zelf van relatief lage potentie en niet gerapporteerd als een designer drug. De meeste gevallen van misbruik en overdosering in verband worden gebracht met krachtigere derivaten zoals metonitazeen, protonitazeen, isotonitazeen, etonitazepyn en etodesnitazeen.

## Structuur-activiteitsrelatie
De structuur-activiteitsrelatie van de geneesmiddelenklasse is in redelijke mate onderzocht. Het optimale substitutiepatroon is vrij nauwkeurig gedefinieerd (d.w.z. N,N-di-ethyl op de amine, 4-ethoxy op de benzylring en 5-nitro op de benzimidazolring), maar zelfs derivaten die slechts enkele van deze kenmerken bevatten, zijn nog steeds krachtige opioïden. Als een methyl- of carboxamidegroep aan het alfa-koolstofatoom van de benzylgroep wordt toegevoegd, of als de benzylgroep wordt vervangen door 2-fenylethyl, worden verbindingen met een vergelijkbare activiteit verkregen. Relatieve analgetische activiteitswaarden zijn afgeleid van testen op muizen en kunnen niet direct naar mensen worden geëxtrapoleerd, hoewel dezelfde algemene activiteitstrends van toepassing zijn.
Uit een publicatie in 2019 bleek dat de mogelijkheid bestaat dat de eerder veronderstelde bindingspositie van de benzimidazoolklasse, die fungeert als een semi-rigide fentanylanaloog, onjuist is. Op basis van een grootschalige analyse van bekende opioïde receptorliganden werd via handmatige overlaying en uitlijning een template gecreëerd, waarmee verschillende mu-specifieke gebieden binnen de receptor werden geïdentificeerd. Uit deze analyse blijkt dat etonitazeen meer overeenkomt met een andere, afzonderlijke mu-specifieke regio, en slechts een klein gebied gemeen heeft met de fentanylklasse.

## Lijst van nitazenen
| Chemische structuur | Stofnaam                                                 | Ring substitutie       | Potentie (morfine=1) | PubChem   | CAS                           |
| ------------------- | -------------------------------------------------------- | ---------------------- | -------------------- | --------- | ----------------------------- |
|                     | Desnitazeen (1-diethylaminoethyl-2-benzyl-benzimidazool) | H                      | 0.1                  | 28787     | 17817-67-3                    |
|                     | Metodesnitazeen (Metazeen)                               | 4-methoxy              | 1                    | 26412     | 14030-77-4 1071546-40-1 (HCl) |
|                     | Metodesnitazepyne                                        | 4-methoxy              |                      |           |                               |
|                     | Etodesnitazeen (Etazeen)                                 | 4-ethoxy               | 70                   | 149797386 | 14030-76-3                    |
|                     | Etodesnitazepyne                                         | 4-ethoxy               | 20                   | 162623599 |                               |
|                     | Etodesnitazepipne                                        | 4-ethoxy               | 10                   | 162623611 | 102762-98-1                   |
|                     | Protodesnitazeen                                         | 4-(n-propoxy)          | 10                   | 157010653 | 805212-21-9                   |
|                     | Isotodesnitazeen                                         | 4-isopropoxy           | ~75                  | 162623708 | 2732926-27-9                  |
|                     | Nitazeen                                                 | H                      | 2                    | 15327524  | 14030-71-8                    |
|                     | Metametonitazeen                                         | 3-methoxy              | 2                    |           |                               |
|                     | Metonitazeen                                             | 4-methoxy              | 100                  | 53316366  | 14680-51-4                    |
|                     | Metonitazepyne                                           | 4-methoxy              |                      |           |                               |
|                     | Metonitazepipne                                          | 4-methoxy              |                      |           |                               |
|                     | N-Desethylmetonitazeen                                   | 4-methoxy              |                      |           |                               |
|                     | Metomethazeen                                            | 4-methoxy              |                      |           |                               |
|                     | Dimetonitazeen                                           | 3,4-dimethoxy          | 10                   | 162623836 | 95809-33-9                    |
|                     | α-methyl-metonitazeen                                    | 4-methoxy              | 50                   | 162625089 | 806634-80-0                   |
|                     | Metonitazeen fenethyl homoloog (Ethyleen-metonitazeen)   | 4-methoxy              | 50                   |           |                               |
|                     | Etonitazeen                                              | 4-ethoxy               | 1000-1500            | 13493     | 911-65-9                      |
|                     | O-Desethyl-etonitazeen                                   | 4-hydroxy              | 1                    | 156588969 | 94758-81-3                    |
|                     | N-Desethyletonitazeen (NDE)                              | 4-ethoxy               | 1000/1500-2000       | 162623580 | 2732926-26-8                  |
|                     | Etonitazeen 5-amino metaboliet                           | 4-ethoxy               | 2                    | 13408927  |                               |
|                     | Etomethazeen                                             | 4-ethoxy               | 20                   | 168310446 | 95293-25-7                    |
|                     | Etonitazeen 5-trifluoromethyl analoog (Etotriflazeen)    | 4-ethoxy               |                      | 21815908  |                               |
|                     | Etonitazeen 5-cyano analoog (Etocyanazeen)               | 4-ethoxy               |                      | 27268     | 15419-87-1                    |
|                     | Etonitazene 5-acetyl analogue (Etoacetazeen)             | 4-ethoxy               |                      | 25957     | 13406-60-5                    |
|                     | Etonitazeen 5,6-dichloro analoog (Etodicloazeen)         | 4-ethoxy               |                      |           |                               |
|                     | Etonitazeen N,N-dimethyl analoog                         | 4-ethoxy               | 20                   | 67089584  | 714190-52-0                   |
|                     | Etonitazepyne                                            | 4-ethoxy               | 180-190              | 155804760 | 2785346-75-8                  |
|                     | Etonitazepipne                                           | 4-ethoxy               | 190                  | 162623834 | 734496-28-7                   |
|                     | Etonitazeen morfoline analoog                            | 4-ethoxy               | 2                    | 162623685 | 805958-08-1                   |
|                     | Etonitazeen 6-nitro isomeer (iso-etonitazeen)            | 4-ethoxy               | 20                   | 59799752  | 114160-61-1                   |
|                     | Protonitazeen                                            | 4-(n-propoxy)          | 200                  | 156589001 | 119276-01-6 95958-84-2        |
|                     | Protonitazepyne                                          | 4-(n-propoxy)          | 180-190              | 168322728 |                               |
|                     | Protonitazepipne                                         | 4-(n-propoxy)          |                      |           |                               |
|                     | N-Desethylprotonitazeen                                  | 4-(n-propoxy)          |                      |           |                               |
|                     | Isotonitazeen                                            | 4-isopropoxy           | 500                  | 145721979 | 14188-81-9                    |
|                     | Isotonitazepyne                                          | 4-isopropoxy           |                      | 168322631 |                               |
|                     | N-Desethylisotonitazeen                                  | 4-isopropoxy           | 1000-2000            | 162623899 | 2732926-24-6                  |
|                     | Butonitazeen                                             | 4-butoxy               | 5                    | 156588955 | 95810-54-1                    |
|                     | Isobutonitazeen                                          | 4-isobutoxy            |                      |           |                               |
|                     | Secbutonitazeen                                          | 4-secbutoxy            |                      |           |                               |
|                     | Etoetonitazeen                                           | 4-ethoxyethoxy         | 50                   | 162623504 | 806642-21-7                   |
|                     | Flunitazeen                                              | 4-fluoro               | 1                    | 156588967 | 2728-91-8                     |
|                     | Clonitazeen                                              | 4-chloro               | 3                    | 62528     | 3861-76-5                     |
|                     | Diclonitazeen                                            | 2,4-dichloro           |                      |           |                               |
|                     | α-carboxamido-clonitazeen                                | 4-chloro               | 3                    |           |                               |
|                     | Bronitazeen                                              | 4-bromo                | 5                    | 162623726 |                               |
|                     | Nitronitazeen                                            | 4-nitro                |                      |           |                               |
|                     | Methylnitazeen (Menitazeen)                              | 4-methyl               | 10                   | 162623683 | 95282-00-1                    |
|                     | Ethylnitazeen (Enitazeen)                                | 4-ethyl                | 20                   | 162623845 | 114160-82-6                   |
|                     | Propylnitazeen (Pronitazeen)                             | 4-propyl               | 50                   | 162623877 | 700342-00-3                   |
|                     | t-Butylnitazeen                                          | 4-(tert-butyl)         | 2                    | 162623621 | 805215-64-9                   |
|                     | Acetoxynitazeen                                          | 4-acetoxy              | 5                    | 162623779 | 102760-24-7                   |
|                     | Methylthionitazeen                                       | 4-methylthio           | 50                   | 162623790 | 102471-37-4                   |
|                     | Ethylthionitazeen                                        | 4-ethylthio            | 30                   | 162623931 | 102758-70-3                   |
|                     | Etodesnitazeen fenylthio analoog                         | 4-ethoxy               | 1                    | 21045     | 3275-92-1                     |
|                     | Etodesnitazeen fenylthio / pyrrolidine analoog           | 4-ethoxy               | 2                    | 19846499  | 13451-68-8                    |
|                     | Methylenedioxynitazeen                                   | 3,4-methylenedioxy     |                      |           |                               |
|                     | Ethyleneoxynitazeen                                      | fused tetrahydrofuraan |                      |           |                               |